# 永平寺町立御陵小学校
永平寺町立御陵小学校（えいへいじちょうりつ ごりょうしょうがっこう）は、福井県永平寺町松岡にある公立小学校である。

## 沿革
- 1908年（明治41年）9月 - 御陵尋常小学校が兼定島の現在地に開校。
- 1912年（明治45年） - 高等科2年を追加し御陵尋常高等小学校と改称。
- 1941年（昭和16年） - 御陵国民学校と改称。
- 1947年（昭和22年） - 御陵小学校と改称。
- 1948年（昭和23年）6月 - 福井地震で校舎全焼。
- 1971年（昭和46年） - 25mプール完成。
- 1972年（昭和47年） - 鉄筋2階建校舎1棟竣工。

## 通学区域
上合月・下合月・末政・渡新田・兼定島・領家・樋爪・平成・御公領・学園

## 進学先中学校
- 永平寺町立松岡中学校

## 学区 / 校区内の主な施設
- 福井大学医学部附属病院
- 福井県立大学

## 交通
- 京福バス 大学病院線（開発口経由）34系統など 大学病院前 355m